# 达维德·穆苏尔别斯
达维德·弗拉基米罗维奇·穆苏尔别斯（俄语：Давид Владимирович Мусульбес，1972年5月28日—）生于北奥塞梯弗拉季高加索，是一名曾先后代表俄罗斯和斯洛伐克参赛的男子自由式摔跤运动员。

## 生平
穆苏尔别斯在大约1983年开始从事摔跤运动，1992年加入莫斯科中央陆军体育俱乐部，1993年首次获得成年组全国锦标赛冠军，1994年首次参加国际比赛，并在同年7月进行的友好运动会上获得自己的首个国际大赛冠军。
穆苏尔别斯在代表俄罗斯参赛期间，共参加五届世界锦标赛、九届欧洲锦标赛和一届奥运会。他在世界锦标赛上一共获得两枚金牌（2001、2002）和两枚铜牌（1994、1997），除了1995年世锦赛未获奖牌外，他在其余四届世锦赛上都有获得奖牌。他在欧洲锦标赛上一共获得五枚金牌（1995、1997、2001、2002、2003）、一枚银牌（2000）和两枚铜牌（1996、1998），除了1994年欧锦赛未获奖牌外，他在其余八届欧锦赛上都有获得奖牌。2000年，他前往澳大利亚悉尼参加自己的第一届奥运会，获得男子130公斤级自由式摔跤金牌。尽管穆苏尔别斯在2004年雅典奥运周期数次获得国际比赛冠军，他仍未能入选2004年雅典奥运俄罗斯摔跤队阵容。雅典奥运后，穆苏尔别斯决定暂别赛场，开始在俄罗斯国家队担任教练。
尽管暂别赛场，穆苏尔别斯仍希望继续参加比赛。后来，在同样是北奥塞梯出身的斯洛伐克队教练Radion Kertanti的帮助下，穆苏尔别斯加入了斯洛伐克队，并在2007年9月成功获得斯洛伐克公民身份，他原计划参加该月进行的世界锦标赛，然而由于俄罗斯方面的反对，他最终未能参赛。
2008年4月，他代表斯洛伐克出战欧洲锦标赛，正式回归国际比赛赛场，他在该比赛中原本不敌格鲁吉亚选手Davit Modzmanashvili获得亚军，后来由于Modzmanashvili未能通过药检，穆苏尔别斯递补夺冠，这也是斯洛伐克独立后的首枚欧洲摔跤锦标赛金牌。欧锦赛后不久，他也成功通过奥运资格赛获得2008年北京奥运的参赛资格。2008年8月，穆苏尔别斯前往中国北京，代表斯洛伐克参加自己的第二届夏季奥运，在男子120公斤级自由式铜牌赛上击败古巴选手Disney Rodríguez，获得铜牌的同时也成为天鹅绒分离后首位代表斯洛伐克获得奥运摔跤奖牌的选手，后来由于原本获得冠军的乌兹别克斯坦选手阿尔图尔·泰马佐夫因未能通过2017年的禁药复检而被取消成绩，穆苏尔别斯递补获得银牌。
北京奥运后，穆苏尔别斯因健康方面的原因，未再参加任何比赛。他一度在布拉迪斯拉发的国家训练中心任职。后来，他回到俄罗斯。2021年9月，他成为俄罗斯奥林匹克委员会主席的顾问。同年11月，他又当选为俄罗斯运动员联盟（Российский Союз Спортсменов）主席。